# 新京阪鉄道P-6形電車
新京阪鉄道P-6形電車（しんけいはんてつどうP-6がたでんしゃ）は、阪急京都線の前身となる新京阪鉄道が1927年から1929年にかけて導入した電車である。新京阪鉄道当初の形式称号「P-6」のほか、形式記号を付与した京阪電気鉄道時代の「デイ100」、京阪神急行電鉄発足後の「100形」「100系」の名でも呼ばれる。
戦前、大阪・京都府境の大山崎付近における新京阪線と国鉄東海道本線の並行区間において、国鉄の特急列車「燕」を追い抜いたというエピソードがあり、鉄道ファンからは伝説視されている。

## 概要
淀川西岸に京阪間のバイパス路線を計画していた京阪電気鉄道は、1918年に取得した軌道特許を1922年に地方鉄道法による免許に改め、子会社として新京阪鉄道を設立した。
新京阪の本線の線路は高規格なものとなり、最小曲線半径600m、最大勾配10パーミルで直線主体の線形、線路は1,435mm標準軌で、レールはアメリカ合衆国製の50kg/m（100ポンド/1ヤード）相当の重軌条が採用された。頻発運転の各駅停車を高速運転の特急が追い抜く構想から、多数の駅で待避線を設ける余地を持っていた。この本線の開業に合わせて、1927年に日本初の本格的長距離高速電車となるP-6が登場した。
P-6は1928年1月の淡路 - 高槻町間の開業に備えて投入され、1929年までに73両が製造された。「P-6」の呼称はP-5に続くもので、PはPassenger car（客車）に由来するものとされている。アメリカ合衆国のインターアーバン調の風貌の19m級大型車体に、電車用では大容量の200馬力（150kW）級主電動機を装架、最高速度120km/hでの運転が可能であり、「東洋一の電車」とも称された。
P-6は当時の技術の粋を結集して製造され、長距離高速電車の草分けとなった。同時期には阪和電気鉄道のモヨ100系、参宮急行電鉄の2200系、南海鉄道のモハ301形、鉄道省のモハ42系などが登場している。

## 仕様

### 車体
19m級広幅2扉の両運転台車体である。設計寸法はヤード・ポンド法に準拠しており、初期の図面は英語で記載されていた。寸法は車体長60フィート（18.288m）、車体幅9フィート2インチ（2.79m）となる。車端部に便所を設置し、P-6を上回る車体長66フィート（20.108m）級車の計画図も存在した。
車体は直線基調のリベット組立車体であり、台枠は魚腹台枠を用いている。設計に際しては、アメリカへの視察を行い参考にされた。
全鋼製車と半鋼製車があり、製造所の違いも含めてリベットの配列や屋根隅のRに差が見られる。全鋼製車は屋根までリベット打ちの鋼板張り、半鋼製車は屋根が木製防水キャンバス張りに変更されている。新造時の扉配置は電動車・制御車共にd1(1)D 10 D(1)1d（d：乗務員扉、D：客用扉、(1)：戸袋窓）で車体はほぼ完全に共通設計であった。
構体は、鋼製車では台枠の上に柱を立てる設計が後に一般化したが、P-6は台枠の側面に柱を立たせる木造車の手法を用いた。このため柱を固定するガセット（隅当て）が多く、外板と車内化粧板の間の空間には埋木もある。車体だけでも35tの重量となり、正雀工場のクレーンもこの重量を意識して設計されている。特に全鋼製電動車は自重52tの超重量に達したが、公式には全鋼製・半鋼製車ともに自重41.66t（46英トン）として認可されている。
P-6で確立した19m級車体は、阪急では第二次世界大戦後の710系、810系において3線統一車体寸法として採用された。

### 電装品
電装品には、主として東洋電機製造製の国産機器が装備された。東洋電機製造はイングリッシュ・エレクトリック社（EE社：English Electric Co.）と提携してイギリス系の技術を積極的に導入し、京阪向けにもEE社製品のデッドコピー品を中心に様々な機器を納入していた。P-6では東洋電機製造の製品としては当時の最上位に位置づけられる高級品が多用された。
主電動機は定格出力200馬力（149kW）の東洋電機TDK-527形（端子電圧750V時、定格回転数805rpm）、歯数比は2.346であった。
制御器は東洋電機製造製ES-504形で、制御段数が9段の電動カム軸式である。高速走行に備え界磁接触器を制御器に搭載、弱め界磁制御に対応している。

### 台車
台車は汽車製造製で、ボールドウィンA・AA形台車類似のビルドアップ・イコライザー台車（帯鋼リベット組立構造）である。A・Bの2種が存在し、台車枠の形状が異なっている。A形にはA-A形とA-B形の2種があり、合計3種が存在した。
1929年10月、122・501の2両でブリル社製の27-MCB-4X台車が試用された。日本に輸入されたブリル台車としては最大級のもので、乗り心地には定評があった。日本製鋼所のライセンス製品で、基礎ブレーキが原型の内側片押し式から両抱き式に改造されている。晩年は付随台車となったが、2両分の台車は廃車時まで使用された。
121・502の2両はローラーベアリング付き台車を試用したが、早い時期に取り外されている。

### ブレーキ
自動空気ブレーキは、アメリカのウェスティングハウス・エアブレーキ（WABCO）社製のU-5自在弁を採用した。
ブレーキ機構に空気圧を供給するエアコンプレッサーは、新造時にはU弁にとっての純正部品であるウェスティングハウス・エレクトリック（WH）社製D-3-Fが採用された。戦後は一部が日本エヤーブレーキ（現・ナブテスコ）製のD-3-FやD-3-N、あるいは東芝製RCP-78B/Dなどに交換されている。

### 集電装置
集電装置は東洋電機製造のTDK-D形で、電車には珍しい空気上昇式である。貴賓車500を除いた電動車・制御車の全車に搭載され、奇数車が大阪寄、偶数車が京都寄に設置された。絶縁碍子は竣工当初横型を採用していたが、早い時期に縦型に変更されている。
また、屋根上には高圧引き通し母線が設けられ、端部には母線連結器が設置された。主回路を母線で結ぶことで、制御車のパンタグラフから電動車への供給も可能としている。

### その他装備品
正面には独特の緩衝器付幌が設けられた。当初は未設置の車両もあったが、1934年頃までに全車に設置されたとされる。幌枠の結合作業が不要なことから、新京阪では特に淡路駅における増解結作業の省力化に威力を発揮した。幌上部の板バネと下部のコイルバネは、幌同士の押し付け用のもので、連結器の緩衝器としては機能していない。自動連結器はアメリカ合衆国のマルコ式を採用した。
全車両にドアエンジン駆動の自動扉が設置されており、開閉時に鳴るブザーも設けられた。主電動機の逆起電力を検知して、走行中の開扉を防止する装置も設けられた。
運転室仕切り扉上の幕板部には、電動幕式の駅名表示器が設けられた。左に「次は」、中央に次駅名、右に「です」と黒地に白文字で書かれており、次駅名幕は小型モーターで巻き取る方式であった。1930年 - 1931年頃に設置されたが、1934年に使用を停止したと推定される。
前部標識灯は独立した灯具に格納して屋根中央に1灯搭載された。標識灯は妻面の車掌台側前面窓下に小糸式尾灯を1基設置、フィルタの回転で赤・青（緑）・無色（白色）への転色が可能であった。十三 - 淡路 - 千里山間の区間運用時は緑色を点灯しており、戦後の法令で前部標識灯に白色（無色）以外の灯具点灯が禁じられるまで使用された。

## 製造

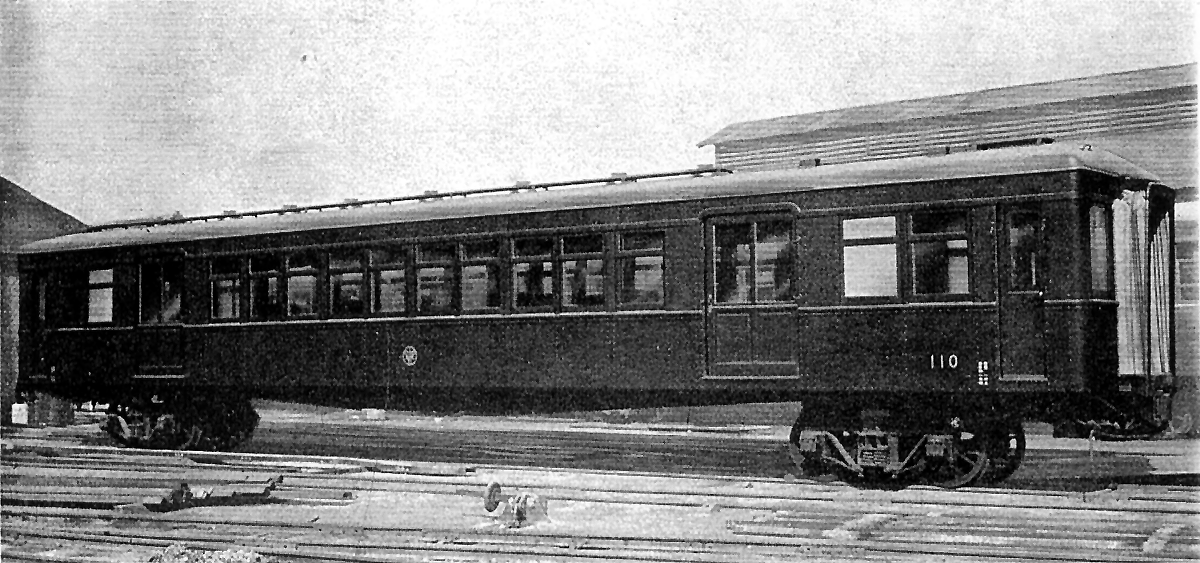
初期車P-6A 110（日本車輌製造）

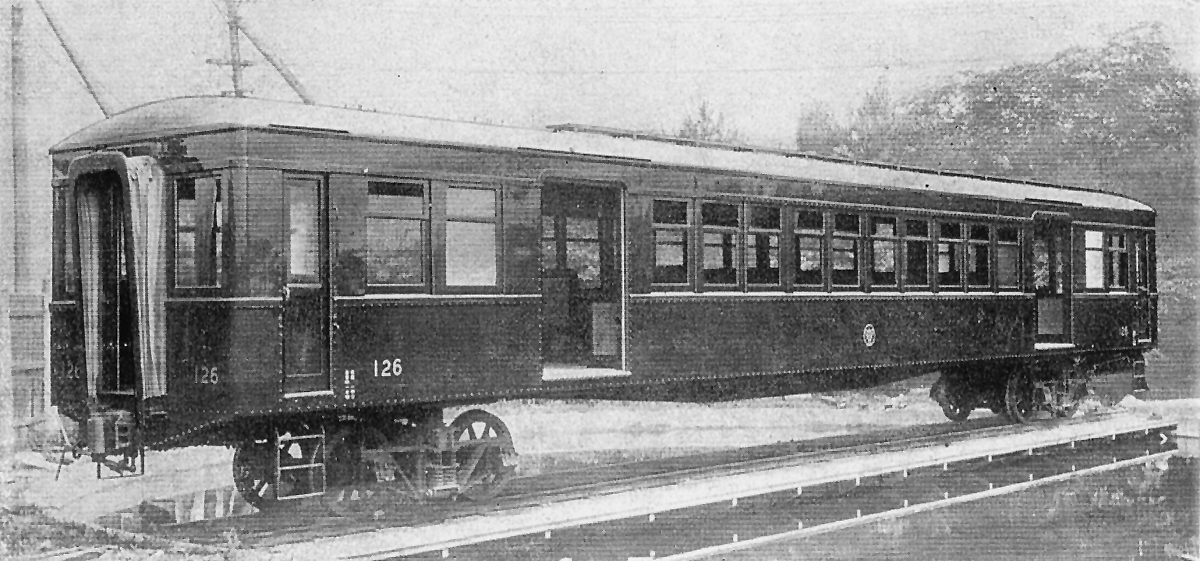
増備車P-6B 126（日本車輌製造）

貴賓車1両を含めた73両が汽車製造、日本車輌製造、川崎造船所（貴賓車は川崎車輛、後の川崎重工業）、田中車輌（後の近畿車輛）で製造された。P-6は路線距離に対して車両数が多く、阪和電気鉄道は羽衣支線含む路線長63kmに48両、参宮急行電鉄は桜井 - 宇治山田間96.1kmに57両を投入したのに対し、新京阪は50.7kmに72両（貴賓車除く）が用意された。
1927年 - 1928年製造の1次車は全鋼製で、電動車は101 - 110（日本車輌製造本店）、111 - 120（汽車製造東京支店）の20両、付随車は501 - 510（川崎造船所）の10両の計30両が製造された。1次車は「P-6A」と称し、付随車は「T-1」とも呼ばれた。座席は全車セミクロスシートで、防寒防音を目的に2重窓を設置した。
1928年製造の2次車は半鋼製となり、側窓も1重窓に変更、座席も制御車・付随車はロングシートとされた。電動車は121 - 133の13両、制御車は511 - 521の11両、付随車は522 - 526の5両、計29両が製造された。2次車は「P-6B」と呼ばれ、制御車は「付随車甲」、付随車は「付随車乙」、付随車を総称した「T-2」との呼び方もあった。製造は121 - 126・511 - 519が日本車輌製造本店、127 - 129・520 - 522が汽車製造東京支店、130 - 133・523 - 526を大阪の田中車輌がそれぞれ担当した。同時期に貴賓車の500号を製造、付随車乙は1929年7月に制御車に改造されている。
1929年製造の3次車はP-6Bの増備で、付随車の527 - 529（田中車輌）、530 - 539（日本車輌製造）の計13両である。これにより貴賓車含む総数73両が出揃った。
3次車の竣工と同時期、製造後1年に満たない制御車の501 - 510が電動車に改造され134 - 143に改番された。制御車の空き番は530 - 539から2代目501 - 510への改番により埋められている。この時点で電動車は101 - 143、付随車は501 - 529となる。

### 貴賓車
1928年に昭和天皇の御大典が京都御所を中心に行われるのに合わせ、中間付随車として貴賓車の500号が川崎車輛で製造された。P-6の2次車と同時期に製造され、賓客輸送に使用された。
車体寸法はヤード・ポンド法のP-6に合わせながらも、メートル法で設計された。車体はリベットがなく、黄褐色に塗られていた。車内は京都寄りから随員室、玄関、貴賓室、化粧室、給仕室に分かれていた。貴賓室の定員は6人で、ソファーが並びスコッチウールの絨毯が敷き詰められ、ダミーの大理石製マントルピース上には黒田清輝の「嵐峡」が掲げられた。トイレは洋式、調理室には電気コンロを完備していた。
記録の残る1933年（昭和8年）以降、運転回数は20数回に留まり、通常は正雀車庫にてカバーをかぶせた状態で保管されていた。500号の貴賓車としての最後の使用は、戦時中の1944年11月3日に、当時の駐日ドイツ大使であったハインリヒ・ゲオルク・スターマー乗車の際の特別列車であった。戦後は桂車庫に移動してそのまま保管が続けられた。

## 形式称号
1929年に3次車の竣工届を鉄道省に提出した際、電動車と付随車を区分する称号を付与するよう照会を受けた。新京阪はこれを受けて1929年6月に形式記号を制定し、P-6では電動車に「デイ」、制御車および付随車には「フイ」、貴賓車には「フキ」の記号が付与された。京阪合併後の形式称号はそれぞれ「デイ100」・「フイ500」・「フキ500」となっている。
P-4・P-5形では電動車に「デロ」、制御車には「フロ」が制定されている。1937年製造の200形以降は、記号が付されていない。
京阪分離後の1950年4月、神宝線車両との車番の重複解消のため、付随車の500形は1500形に改称・改番された。

## 「燕」追い抜き伝説
P-6は、国鉄の東海道本線と並走する大山崎付近で国鉄特急「燕」を追い抜いたという逸話があり、P-6の俊足ぶりを象徴する存在として、鉄道ファンの間で伝説視されている。
新京阪線では京阪間直通客の誘客に力が注がれ、1930年代前半の京阪の株式年鑑には「燕より早い」「京阪特急丗四分」、1933年の路線図には「燕より速い特急行三十四分京阪電車」というフレーズが記載されている。
大山崎付近で新京阪のP-6の急行が国鉄特急「櫻」を追い越す光景は複数の記録があり、高田隆雄は1934年7月に特急「櫻」の車内から追い越してゆく新京阪線急行を撮影、西尾克三郎は新京阪線急行から特急「櫻」の編成後部から順に先頭の機関車まで追い越してゆく光景を撮影している。
新京阪の最速列車「超特急」が「燕」を追い抜いたとも言われているが、当時の上り「燕」の大阪発車は13時、当時の新京阪の「超特急」は朝夕混雑時のみ6往復の運転であり、両者の併走区間での演出はなかったと見られている。「燕」の走行時間帯に新京阪線を走っていたのは、天神橋 - 京阪京都間所要38分の「急行」であった。また東海道本線大阪 - 京都間の距離は、新京阪線の天神橋 - 京阪京都間よりも若干長く、1934年改正以降の「燕」の京阪間の所要時間は「超特急」と同じ34分であり、平均速度の面で新京阪線の「超特急」を上回っていたことが判明している。なお、先に挙げられた西尾克三郎は1935年に新京阪線急行と並走する「燕」の写真を撮影しているが、この一連の写真でも「燕」を追い越すには至っていない。
従って大阪 - 京都間を所定34分から36分で走破する「燕」より実際の所要は遅く、大山崎で抜き去ったのち両線の線路が離れた後は「燕」より遅いスピードで走行していたようである。あくまで偶然国鉄列車と並行した場合に臨機応変のデモンストレーションとして「追い抜き」を見せていたとおぼしい。当時西院に住んでいた男性の回想として、大山崎駅から上り電車（普通電車とみられる）に乗った際に後方から上り「燕」が接近すると運転士が「ぼん、つばめと競走してやろか」と話してノッチを上げ、しばらく併走したのち抜くかというタイミングで線路が離れたという証言が残されている。
とはいえ本形式の性能そのものは非常に高く、1928年の試運転時には死重を搭載した状態で天神橋 - 西院間の約40kmを27分で走破した、との証言も残されている。ここから、恐らくは各列車種別とも車両性能に比して相当な余裕を持たせたダイヤ編成であり、作為的に「追い越し」を演出することが容易な状況にあったことが推察される。
これらの事実から、この逸話は史実と見て差し支えないと思われる。

## 変遷
新京阪鉄道は開業以来利用者が伸びず、不況の影響による経営難から1930年に京阪電鉄本体に吸収合併され、同社の新京阪線となった。1943年には京阪と阪神急行電鉄との戦時合併で京阪神急行電鉄（阪急）の路線となった。1949年12月に京阪神急行から京阪本線系統が京阪電気鉄道として再分離された際、旧新京阪線は阪急の路線として残った。

### 両運転台化改造
輸送需要に応じた単行運転や折返し列車の設定などに伴い、両運転台の電動車が不足したため、1933年に制御車524 - 529が付随車化され運転台機器を供出、片運転台の電動車128 - 133が両運転台化された。
運転台機器を供出した524 - 529は一時休車となった後、1937年に制御車の522・523とともに両運転台で電装化され、144 - 151に改造された。この8両はP-6Cと呼ばれ、従来のP-6A・Bと主電動機の定格回転数と歯数比が異なるが、併結運用は可能である。
P-6Cの主電動機は東洋電機製造TDK-537-Aで、定格回転数は527形よりも低くなり、歯数比も従来の2.346に対し2.103となった。主制御器は改良型の東洋電機製造ES-516-Aで、機能的にはES-504-Aと同等であるが、一部部品が当時の国鉄制式品と同等となり、保守や部品調達の容易化が図られている。運転台の主幹制御器は弱め界磁段が追加され、従来は並列最終段まで進段した後に自動で弱め界磁段へ進段していたが、明示的に弱め界磁段へ進段可能とした。
1937年の時点で電動車は（デイ）101 - 151の51両、制御車が（フイ）501 - 521の21両、貴賓車（フキ）500の1両の体制となり、電動車が最も多い時代となった。この頃には塗り分け塗装も試行され、117では窓周りが黄色またはクリーム色、腰回りをマルーンまたは灰色としていた。戦時中はクロスシート車のロングシート化改造が行われた。

### 300形
1943年、千里山線用として300形が登場、301 - 305の5両が製造された。戦時中の資材不足から未電装で出場、100形に併結の制御付随車として普通列車に運用された。
車体は16m級の半鋼製で、張り上げ屋根・半流線型の形状である。両運転台構造であったが、運転機器は京都方にのみ設けられた。計画では本線のP-6並みの長車体であったが、資材不足から短車体とされたとの推測もある。台車は汽車製造製KS-18、自動空気ブレーキはACAブレーキで、新京阪線系統では初のA動作弁使用車となっている。
1950年4月、神宝線車両との車番重複解消のため1300形1301 - 1305へ改番、後に大阪寄りにP-6方式の幌を設置した。1957年には中間付随車に改造され、700系の中間車750形として転用されている。

### 梅田乗り入れ改造

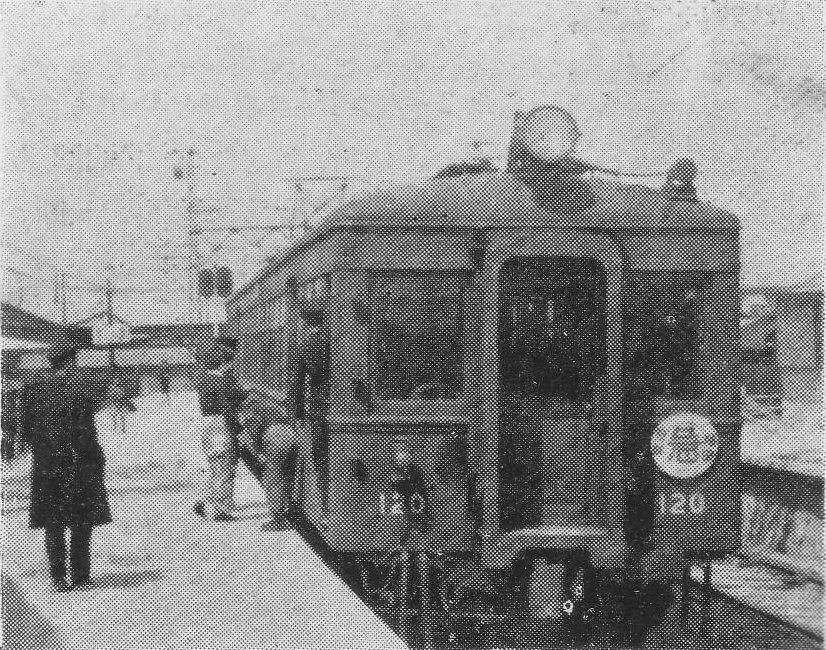
梅田乗り入れの急行（十三駅・1944年）

1943年10月1日、阪神急行電鉄と京阪電気鉄道の合併により京阪神急行電鉄が発足した。翌1944年4月8日より、新京阪車両の梅田駅への直通運転が開始された。対象車は101 - 124と501 - 512の36両である。
十三 - 梅田間は架線電圧600Vの宝塚線の線路に乗り入れるため、電動発電機（MG）の分巻界磁を弱めて100Vを確保、扉の靴摺りを削り車幅を縮小、連結器高さの低い宝塚線車両との連結を考慮して、連結器の肘を下部に延長するなど対策を行った（連結器高さは宝塚線車両が700mm、京都線車両が889mm）。乗り入れ対象車には、運転台窓の上角に紺地に白文字の「直」を丸で囲んだラベルを貼っており、関係者は「マルチョク」と呼んでいた。
主回路構成は1,500V仕様のままとされたため、600V区間では極端な電圧低下状態となって走行性能が著しく低下し、また補機も規定電圧の半分以下で動作したためブレーキの操作に制約が生じるなど、保安上の不安も大きかった。
1945年6月8日、105・509の2両が乗り入れ区間の新淀川橋梁上で空襲により被災、直通運転は中断された。2両は1948年に川崎車輛で復旧、屋根は帆布貼りとなり、箱型通風器を搭載した。509は大阪寄りに客室を延長、105は方向転換を行い偶数車並みとなった。
戦後の1948年8月11日、梅田駅への直通運転を再開した。電動発電機と空気圧縮機を複電圧対応品に交換、電圧転換器の設置により補助電源回路を切り替え、空気圧を確保して保安に万全を期した。乗り入れ対応車は101 - 144の44両で、145 - 151の7両は対象外となった。戦時中の直通運転時より安定したが、主回路は主制御器のカム軸を改造あるいは交換して直並列切り替えを行う必要から1,500V仕様のままとされ、十三 - 梅田間では主電動機の端子電圧が定格の半分以下となったため速度が上がらず、苦しい運転であったという。
1969年8月の宝塚線の1500Vへの昇圧に伴い、電圧転換器は1969年9月から12月にかけて順次撤去、1500V専用に復帰した。

### 20年更新工事

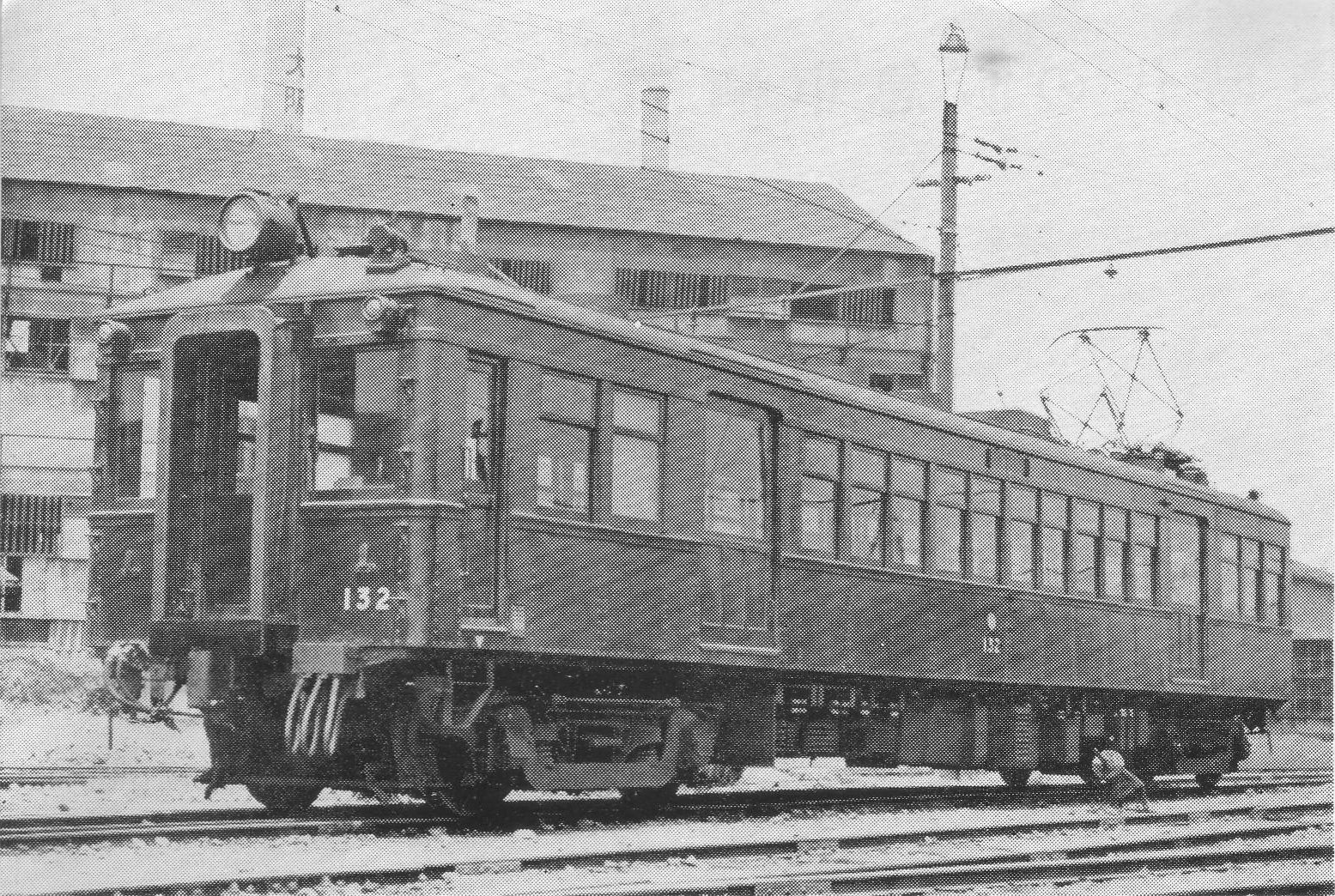
更新・片運転台化後の132（1956年頃）

1948年から1953年にかけて、電動車を対象に「20年更新工事」が施工された。最初の施工車は116である。
奇数車は方向転換が行われ、偶数車向きに統一された。方向転換の作業は、当初は神戸線の西宮北口駅まで回送し、今津線と連絡するY線を利用して行われた。その後は正雀車庫の22番線を一時撤去し、心皿部が360°旋回する特殊な仮台車を装着の上、台車を前方から20番線と分岐線の順に片方ずつ進入させ、先に進入させた20番線の前側・分岐線の後側の順で引き出す手順により行われた。
全鋼製車のうち132・138・142、および半鋼製車で131・133・146・149を除く各車は京都寄りに客室の延長を行い、片運転台車となった。
車両番号表記はペンキ書きの計8箇所から切り抜きの計4箇所に変更、標識灯は幕板部に固定された。また、混雑時の換気能力改善を目的に通風器がグローブ形に変更されており、更新対象外車も含めた全車に施工された。

### 台車の改造
電動車の台車枠は、戦後に更新工事が実施され、鋳鋼組立式に改造された。対象は住友金属工業のKS-33系が12両分、汽車製造は1次が12両分、2次が15両分の27両分である。電動車からは優先的にA形が改造され消滅、一部でB形が残った。1953年の汽車製造2次改造台車は揺れ枕がコイルばねになり、ボルスタアンカの追加が可能で乗り心地も向上したが、4両分のみの施工となった。未改造はA-A形が11両、A-B形の10両、B形11両、ブリル台車の2両の計34両となる。
自重についても、実重に近い数値に変更・訂正された。全鋼製車は両運転台車が52.4t、片運転台車が52.0t、半鋼製車は両運転台車が51.4t、片運転台車が51.0tとなった。
1954年には、主電動機の更新も行われた。酷使が続いた主電動機は、ベアリングの整備が充分でない状態で高速運転を繰り返した結果、ケースに変形や歪みが生じたという。

### 貴賓車の一般車化
貴賓車の500号は、1949年2月に一般車に改装された。天井と壁面は貴賓車仕様のまま残され、側扉を増設、扉間をクロスシートとした。1950年のアメリカ博覧会開催の際には、宣伝のため黄色とマルーンの2色で塗装された。また同年4月1日付けで1500号に改番された。
1959年の車体更新工事ではロングシート化、乗務員扉の撤去と妻窓の設置、内装の全金属化を行い、貴賓車の面影は消滅した。自重は35.0tとなった。
廃車は1971年11月で、110号車とともに最初の解体車両となった。なお、車内装飾や椅子など、貴賓車時代の部品の一部は保管され、宝塚電車館で一時期展示されていた。

### 1550形
1949年、P-6の中間付随車として550形が登場、551 - 555の5両がナニワ工機で製造された。1950年4月、神宝線車両との車番重複解消で1550形1551 - 1555に改番されている。
車体寸法は併結相手の100形とほぼ同寸であるが、車体長がやや短くなった。貫通幌はP-6の方式であるが、車体は阪神急行スタイルの1段下降窓を採用、窓の下部が高くなり、車体裾は低くなった。窓の高さが揃わず編成美を損ねるとして、ファンからの評判は良くなかった。
台車はウイングバネ式の鋳鋼台車で住友金属製のFS3を採用し、乗り心地は向上している。ブレーキは台車シリンダーのため、自動空気ブレーキは中継弁（Relay valve）付きのATA-Rブレーキとなった。
廃車はP-6と同時期で、1971年から1972年にかけて5両全車が廃車となった。FS3台車は神宝線1200系の1250形1253 - 1257に流用されている。

### 特急の復活
1950年10月1日の天神橋 - 京都間特急の復活に際し、100形の115 - 117、1511、1513、1514の6両が特急用に整備された。車内はクロスシートを配置、塗装は窓周りがオレンジ、腰回りがマルーン、窓下の帯と屋根を銀色とした。主電動機は710系用のTDK536形（230HP）を先行使用した。
塗装は1年後にマルーン1色で窓の上下に銀帯を配すのみとなったが、後に帯も消えて一般車と同等になっている。

### 制御装置換装
1951年より主制御器の換装も行われ、当初は制御段数13段のES-553、1959年には直列11段・並列10段（他に弱界磁起動1段）のES-559が採用された。主制御器の換装は梅田乗り入れ可能な101 - 130、132 - 144と147（後に131へ改番）に実施され、残りの車両は対象外となった。
P-6の加速度は1.8km/h/sであるが、ES-559装備車では2.0km/h/sに向上している。

### 制御車の更新
制御車にも電動車に準じた更新工事が行われ、偶数車は奇数車向きに方向転換の上で京都方向きの片運転台車となり、大阪寄りに客室を延長して妻引き戸を設置した。自重は35.4tとなった。戦災復旧車の1509に続き、1954年から1958年にかけて施工されている。
またこの頃、1955年より車内照明の蛍光灯化や天井扇の設置が行われ、1959年 - 1961年には車内放送装置が設置されるなど、サービスの向上が図られた。1950年には電動車に主抵抗器余熱暖房装置が設置されたが、1967年までに撤去されている。

### 制御車化改造
急行の4連化に伴う電動車の余剰と制御車の不足から、1957年から1960年にかけて電動車の制御車化が進められた。
1957年から1958年にかけては131→1525、149→1626、146→1527、145→1528の4両で、1960年には144→1529で実施され終了した。余剰品は車体新造車の1600系に流用されている。147は主制御器の改造が先行実施されたため電動車として残り、131に改番され空き番を埋めた。
1525は全金属化工事を実施し雨樋付きとなり、他の1500形でも半数で内張りの金属化が施工された。1529はパンタグラフが霜取り用として残されたが、のち撤去された。1528と1529は片運転台の電動車であったため、付随車化後に西宮北口で方向転換した。
この時点で電動車100形は101 - 143の43両、制御車・付随車1500形は1501 - 1529と元貴賓車1500の30両となり、全廃までこの体制で運用されることになる。

### 第2次更新
1959年から1969年にかけて、電動車の配線・配管の更新を主体とする第2次更新工事が施工された。高圧線が車外を経由するようになり、車内は暖房回路を除き高圧線が一掃された。
101 - 105・110・134・136・137・138・139・141・143の12両では、京都寄りの運転台撤去と客室延長が行われた。20年更新時に施工の138・140・142とは側窓の割り付けが異なり、101・110以外は妻引き戸も省略された。109・114・115・117・120・124・139・141 - 143の10両は大阪寄りの運転台も撤去し、中間電動車扱いとなった。
同時期の1958年からは、長らく未使用であった屋根上高圧引き通し線が撤去された。空気上昇式のパンタグラフは、1961年から1966年にかけてばね上昇式のK-1形に改造された。

### 幌・標識灯の改造
1960年から1963年にかけて幌の改造が実施され、従来の緩衝器付き幌から着脱式幌に交換されている。運転台の視界確保と連結部の雨漏り対策が目的であったが、表情の変化に対する落胆の声なども少なからず寄せられた。連結器には1961年から1968年にかけてゴム緩衝器が取り付けられた。
1959年より標識灯の埋め込みが行われ、転色は車内から行う方式となった。改造は全車には及ばず、15両が未施工のまま1965年に中断された。

### Aブレーキ化
U-5自在弁は、10両から15両の長大編成対応や重量増、高速化等への適合を実現した。しかし構造が複雑であり、車両数もP-6のほかは近鉄の一部と阪和電鉄、大阪市営地下鉄の計300両ほどと少なく、保守部品の調達も困難となった。
一方、1928年に日本エヤーブレーキ社が開発したA動作弁は、M三動弁の欠点の改善とU自在弁の利点を取り込み簡素化したもので、幅広く普及した。P-6では1951年に7両がA弁に交換され、U弁の部品取りに使用した。残る車両も1961年よりA弁への換装が開始され、1964年に全車で完了した。
また、7両編成運用でのブレーキの操作性向上のため、電磁給排弁を追加したAEブレーキ化を実施した。1550形3両を含む35両が対象で、1968年から1969年にかけて7両編成5本を組成、1971年まで急行に充当された。現場ではHSC方式と比べてAEブレーキの効きが良くないことは承知の上で、長年苦楽を共にした100形という事で、7両編成としての運用に踏み切ったという。

### 保安装置の設置
1967年から1969年にかけて、自動列車停止装置（ATS）と列車選別装置（アイデントラ）が設置された。ATSの導入に伴い、P-6の最高速度は制動距離の関係から102km/hとなった。
1969年からは列車無線が100形・1500形の各20両に設置された。両運転台で残った111 - 113、116の4両は列車無線の設置を見送り、中間車扱いとなった。

## 運用
1930年、新京阪は天神橋 - 西院間を34分で結ぶ超特急の運転を開始した。京阪吸収後の1931年には京阪京都駅（現・阪急大宮駅）までの地下線が延伸開業し、距離も42.4kmとなったが34分運転は維持され、表定速度は73.7km/hに達した。
1934年10月10日より、急行が淡路での分割併合を行い、京都からの直通による十三駅での阪神急行電鉄と連絡が実現した。京阪・阪急合併後の1941年には梅田への乗り入れを開始、戦況悪化により直通運転は中断されたが、戦後の1949年に再開された。
1950年10月1日に天神橋と京都を36分で結ぶノンストップ特急が復活、特急化改造を行ったP-6の2両編成3本により充当された。1956年4月16日には梅田と京都を結ぶノンストップ特急が新設され、同時に天神橋発着の特急は廃止された。主力は710系や1300系であったが、P-6のクロスシート車も1959年頃まで使用された。
全車ロングシート化後の1963年に、河原町駅への延長で特急が増発された際には、2300系・1300系・710系を主力としながらも、検査による車両不足時などに時折P-6も入ることがあったが、ロングシート車主体となった特急は乗客の評判が芳しくなかったという。
1969年には地下鉄堺筋線と千里線（千里山線を改称）の相互乗り入れが開始され、天神橋駅の廃止と地下鉄の天神橋筋六丁目駅への代替により、不燃化基準に適合しないP-6は千里線淡路以南への乗り入れが不可能となった。
1970年の日本万国博覧会（大阪万博）開催に伴う観客輸送では、老朽化は進んでいたものの19m級で収容能力の大きいP-6も主力車両として会期終了まで充当された。
万博終了後も引き続き運用されていたが、1971年4月の事故で被災した105が休車となり、運用離脱が始まった。続く6月には阪急初の量産冷房車5100系の京都線への配置により、本線急行運用から基本的に離脱した。そこで発生した7両編成2本を組み替えて各駅停車運用に転用した結果、AEブレーキ化未施工車両にさらに休車が発生した。
1971年11月21日と23日には、P-6の急行惜別列車が運転された。使用編成は半鋼製車132が先頭の7両編成であったが、中間の全鋼製車108を先頭に出して運転した（編成は108-143-1511-132-1529-124-1502）。
以後、本線普通運用や千里線で運用されたが、1972年秋の台風によって京都本線の一部が不通になったのを契機に本線から撤退し、1973年3月の千里線を最後に運用を終了した。P-6の最終運用は梅田 - 北千里間であった。

## 廃車
廃車は1971年より開始された。当初は各線区の冷房化率均整のため2000系が京都線に移籍、その後は5300系への代替により、1973年までに1550形5両を含む全車の廃車が完了した。
各車の廃車時期は以下の通りである。
- 1971年12月13日（22両）：105・106・110 - 113・118・125・126・135 - 137・1500・1503・1509・1515・1518・1521・1523・1526・1528・1529・1552・1553
- 1972年4月17日（13両）：102・104・107・116・122・130・131・1501・1505・1507・1516・1519・1525
- 1972年10月20日（14両）：101・117・120・123・128・139・140・142・1504・1508・1517・1520・1522・1527・1551・1554・1555
- 1972年12月5日（6両）：119・127・133・134・1512・1524
- 1973年3月23日（18両）：103・108・109・114・115・121・124・129・132・138・141・143・1502・1506・1510・1511・1513・1514

P-6の全廃から1週間後の1973年4月1日、京阪神急行電鉄は社名を「阪急電鉄」に改称した。

## 保存車

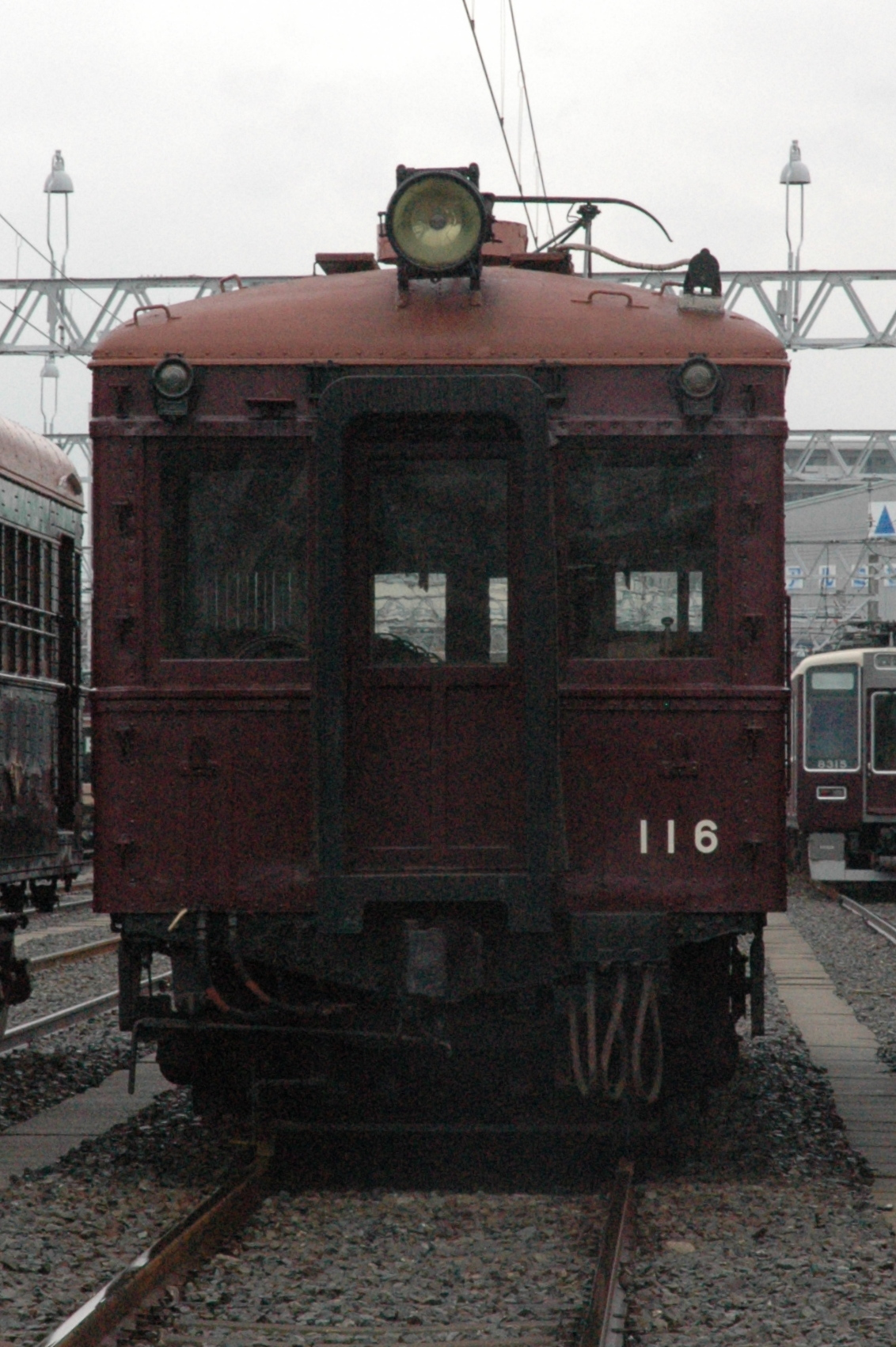
保存車116号（正雀車庫 2012年）

116が動態保存されているほか、101の前頭部、ブリル27-MCB-4X台車の1台が正雀工場に保存されている。
1972年（昭和47年）に廃車となった116号は、保存にあたってP-6独特の緩衝器付き幌と屋根上の母線連結器の設置、車内のクロスシート化を行い、20年更新当時の仕様で整備された。クロスシートは710系からの流用品を設置している。
当初は動態保存であったが、後に主電動機を外した状態での静態保存となった。1988年（昭和63年）の900号車復元と並行して、116号も大規模な車体修繕が行われている。1996年（平成8年）に行われた調査で動態復元が可能と判断され、翌1997年（平成9年）の工事により動態保存に再復元された。正雀工場でのイベント開催時に一般公開されており、構内運転による乗車体験も実施されている。
トップナンバーの101号は前頭部のみが新造時の仕様に復元され、宝塚ファミリーランドの宝塚のりもの館（旧・宝塚電車館）に保存・展示されていたが、2003年（平成15年）4月7日のファミリーランド閉園に伴い同館が閉館となったため、現在は他の収蔵品の多くと共に正雀工場内の阪急ミュージアムに保管されている。
また、1511の車体が千里ニュータウンカトリック教会に引き取られ集会所として使用されていたが、1988年（昭和63年）4月に用地難から解体処分された。このほか、大阪市都島区の上田佐鋳造所(現・上田ブレーキ)にP-6Aが保存されている。

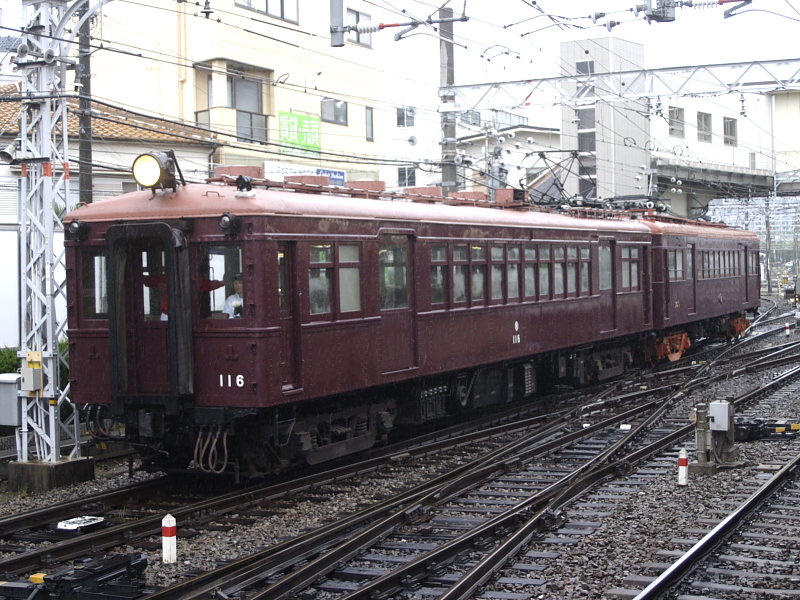
保存車116号・正雀駅にて。後部は900形。
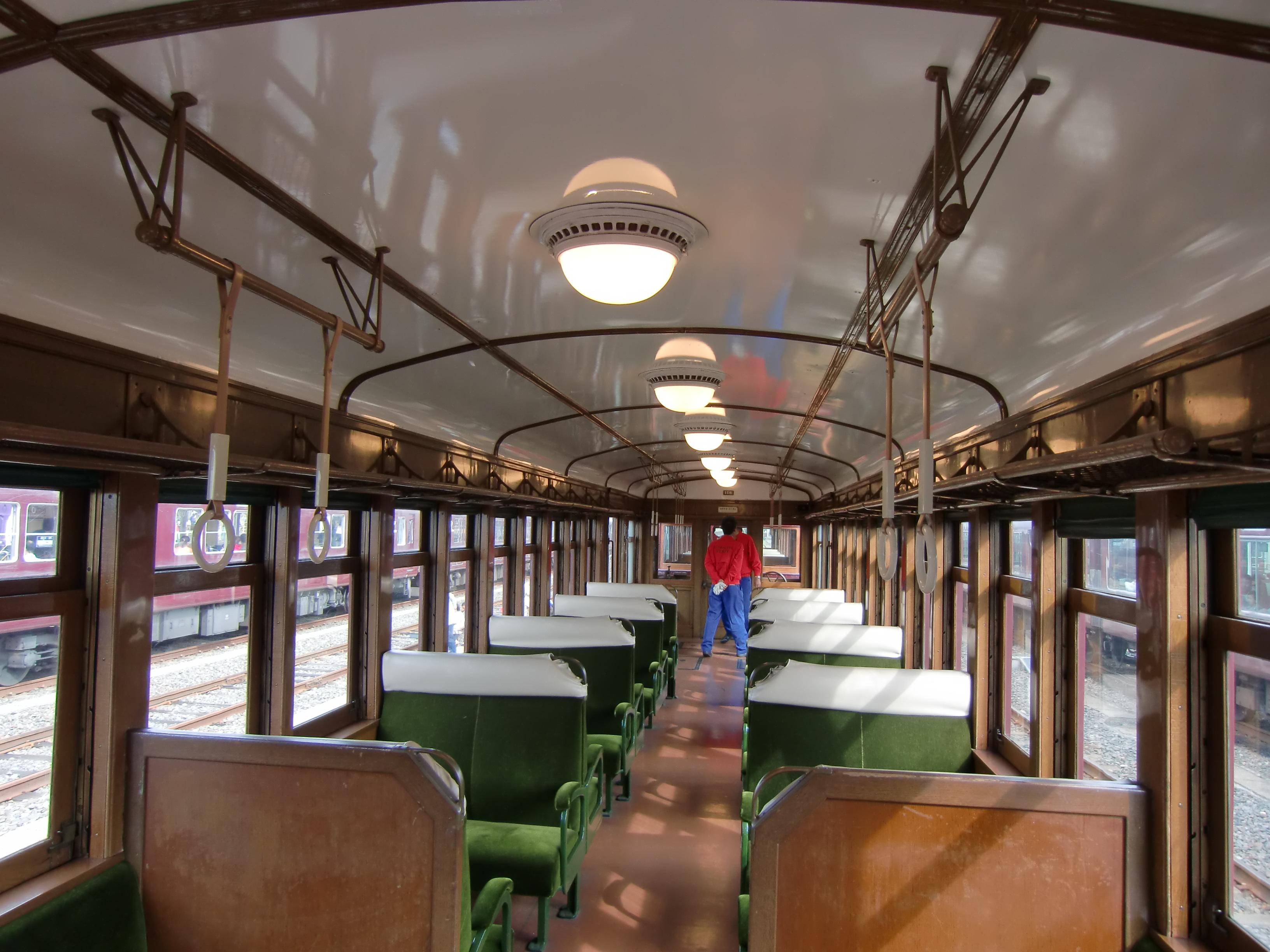
保存車116号の車内（2010.10.24正雀工場レールウェイフェスティバルにて）
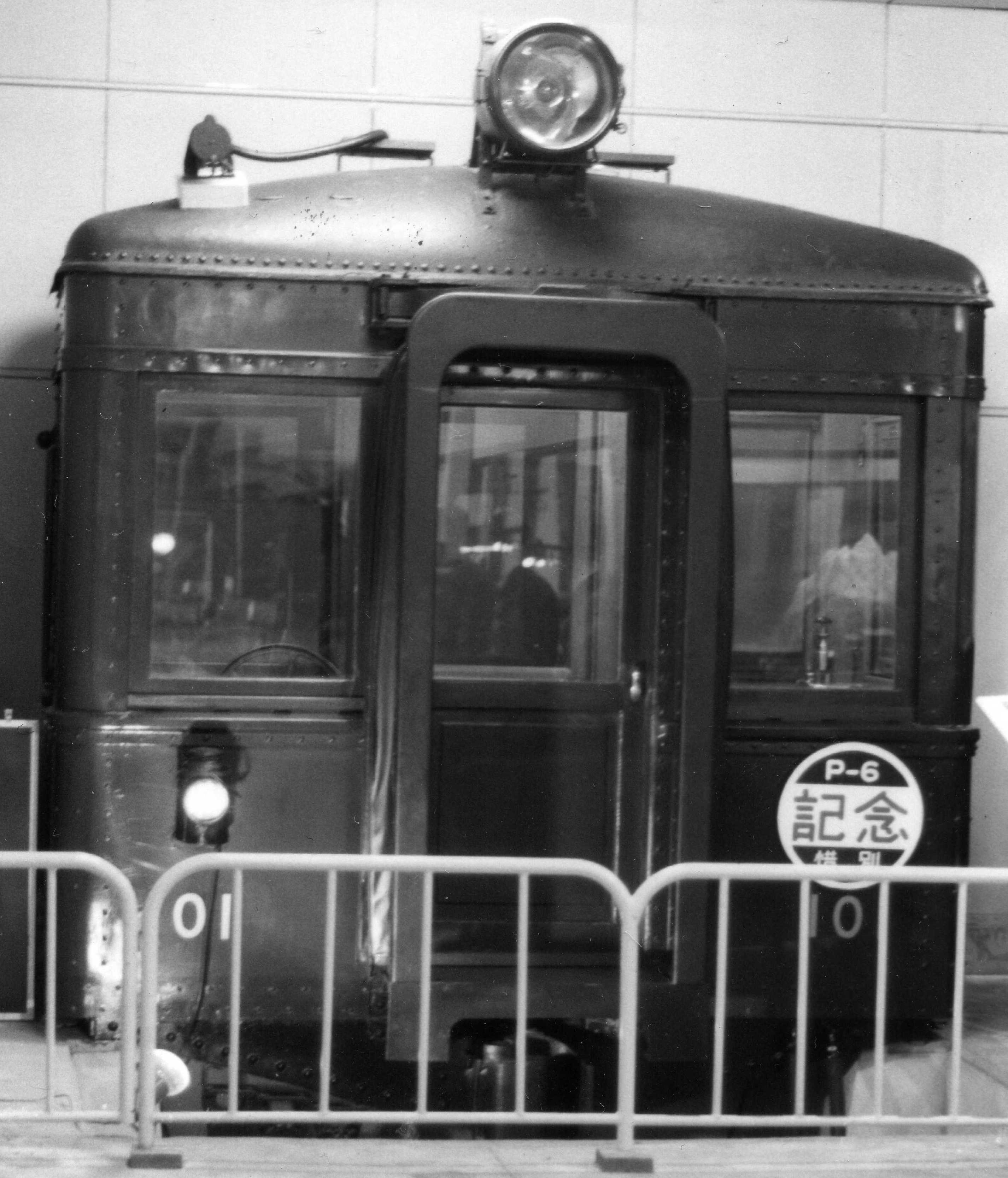
宝塚ファミリーランド電車館時代の101前頭部（1984.1.2）
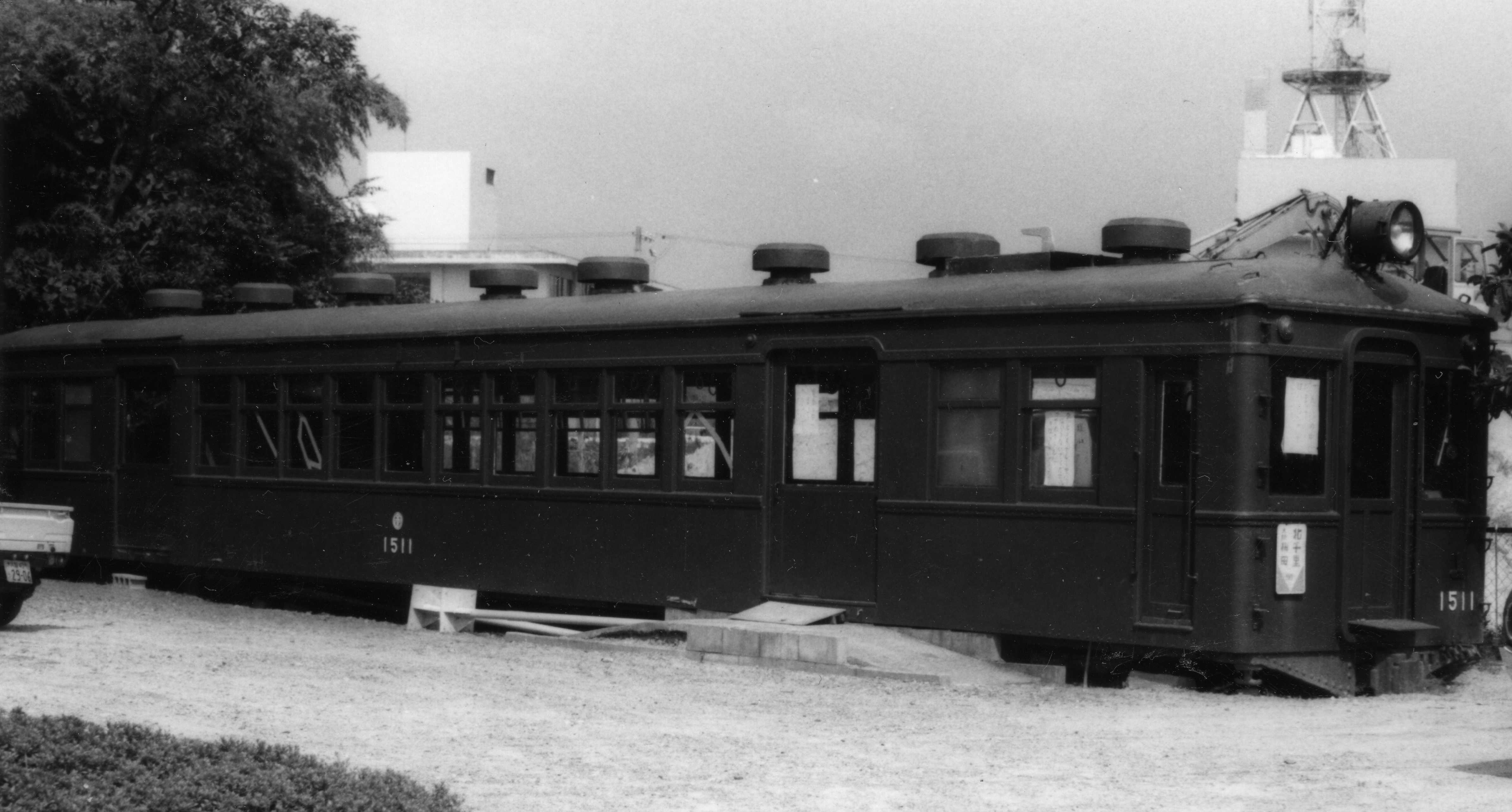
千里山教会の1511。方向板はベニヤ板の手作り（1980.8.11）

## P-6の登場作品
1988年公開のスタジオジブリ作品「火垂るの墓」（1945年の神戸市が舞台）でP-6が登場する。この場面は阪急神戸線が舞台であるが、実際に神戸線を走行していた900形や920系は登場していない。
2003年から2004年にかけて放送されたNHK連続テレビ小説「てるてる家族」において、保存車の116を利用した撮影が正雀車庫内の留置線にロケ用の仮設ホームを設置して行われた。作品の舞台は1950年代から1970年代の大阪府池田市で、阪急宝塚線が登場する部分であるが、撮影時点で設定年代の宝塚線用車の保存車は現存していない（能勢電鉄で保存されていた320形328は解体処分済み）。